# Liste von Burgen in Kleinarmenien
Die Herrschaft über Kleinarmenien bzw. Kilikien hing im Wesentlichen von der Kontrolle einer Reihe von Burgen und Befestigungen ab, die im Taurus, Antitaurus und Amanosgebirge den Zugang zu der fruchtbaren Ebene kontrollierten. Sie gehen meist auf byzantinische oder römische Befestigungen zurück, andere, wie der Burgberg von Anazarba, waren bereits in prähistorischer oder hethitischer Zeit befestigt.

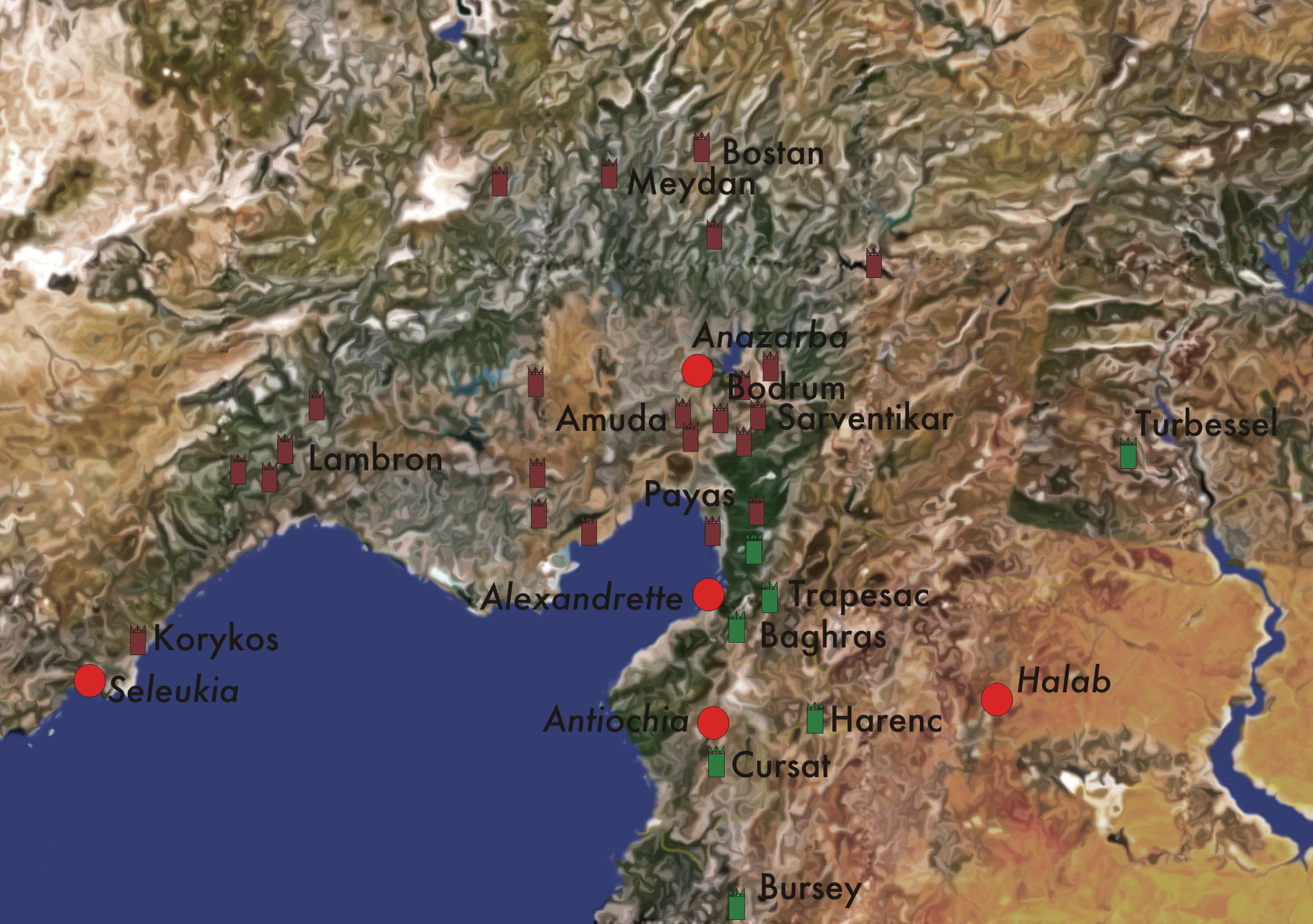
Burgen in Kilikien, braun = armenisch

- Amouda, südlich von Anazarba im heutigen Gökçedam
- asguras, nördlich der kilikischen Pforte, Familie der Nathanaeler
- Azgit, zwischen Vahka und Sarventikar
- Baghras unter Lewon I., dann zurück an die Templer
- Barbaron, südlich der kilikischen Pforte, Hethumiden
- Bodrum Kalesi (Hierapolis Kastabala), nordwestlich von Sarventikar, Kesmeburun (Provinz Osmaniye)
- Geben Kalesi
- Gobidara/Kosidar, nördlich von Sis, Rubeniden ab 1091
- Gökvelioğlu Kalesi bei Yüreğir
- Gourmardias/Camardias bei Seleukia (Silifke)
- Gülek Kalesi über der Kilikischen Pforte
- Hamus, Sitz des byzantinischen Statthalters Andronikos
- Harunia, 1236 an die Deutschritter
- Hromkla (Rum Kale, Hromgla, Ranculat) am Euphrat, Sitz des armenischen Katholikos
- Burg von Kybistra (Ereğli), Sitz des Pantaleon (Mandale). Unter Thoros II. erobert
- Korykos mit der dazugehörigen Inselfestung, der Mädchenburg bei Kızkalesi
- Lambron/Namrun-Hethumiden im Taurus in der Nähe der Kilikischen Pforte
- Mamure Kalesi bei Anamur, römische Gründung
- Norpert bei Seleukia, 1210 an die Hospitaliter
- Partzapert, nordöstlich von Sis, rubenidisch seit Thoros II.,
- Sarventikar unweit der Amanos-Pforte
- Tachikk'ar
- Til Hamdoun bei Toprakkale
- Vahka, Göksu/Coxon im Antitaurus nördlich von Sis an der Passstraße nach Adana, Stammsitz der Rubeniden ab 1091
- Yılankale, Yılan Kale, Schlangenburg, SW von Sis